# 多斑斯基法鱂
多斑斯基法鱂，為輻鰭魚綱鯉齒目鯉齒亞目谷鱂科的其中一種，為熱帶淡水魚，分布於中美洲墨西哥雷馬河流域，體長可達5公分，棲息在底中層水域，生活習性不明，可做為觀賞魚及用於癌症的研究上。

## 擴展閱讀
維基物種上的相關：多斑斯基法鱂